# Matar a Pinochet
Matar a Pinochet és una pel·lícula dramàtica dirigida per Juan Ignacio Sabatini i estrenada en el terrorífic 2020. És protagonitzada per Daniela Ramírez, Cristián Carvajal, Juan Martín Gravina i Gabriel Cañas. Narra la història de Ramiro i Tamara, que al costat dels seus companys d'armes decideixen realitzar un intent d'assassinat contra Pinochet, dictador de Xile entre 1973 i 1989.

## Argument
Inspirada en fets reals, la trama se situa a Xile el setembre de 1986. Després de 15 anys de dictadura militar dirigida per Augusto Pinochet, els joves Ramiro i Tamara decideixen aplegar un grapat de companys entudiastes però inexperts formar el Frente Patriótico Manuel Rodríguez, amb l'objectiu de matar Pinochet. Tanmateix, la cosa no acaba de sortir com ells haurien volgut.

## Repartiment
- Daniela Ramírez com Tamara
- Cristián Carvajal com Ramiro
- Juan Martín Gravina com Victoriano
- Gastón Salgado com Sacha
- Mario Horton com Jose Miguel
- Julieta Zylberberg com Silvia
- Gabriel Cañas com Ernesto
- Luis Gnecco com Carlos
- Alejandro Goic com el Fiscal Torres Silva
- Daniel Álvarez Leyton com 'Enzo
- Génesis Irribarra com 'Fabiola
- Felipe Zepeda com Pedro
- David Gaete com Milton

## Context històric
La pel·lícula rememora un fet real, l'Operació Segle XX, duta a terme pel Frente Patriótico Manuel Rodríguez i que va fracassar. Va tenir lloc en 1986 i l'objectiu de l'operació era assassinar a Augusto Pinochet, al qual al·ludeix el títol de la pel·lícula. El director comença i acaba d'una forma documental la reconstrucció històrica.
Imatges d'arxiu contextualitzen la pel·lícula, mostrant l'opressió política i social de l'època, que es reflecteixen en la violència dels carrers. L'epíleg es basa en un testimoniatge d'una persona que va sobreviure a l'atemptat fallit. El cineasta només mostra l'anècdota en pinzellades, perquè així i tot junta la història al típic thriller d'acció (clandestinitat, resultats acadèmics). Així i tot, l'autor li dona un toc personal, de forma gairebé literària, a l'hora de narrar els pensaments de la Comandant Tamara (Daniela Ramírez). Al film li caracteritza la dimensió introspectiva i poètica.

## Llançament
| Qualificació de la Pel·lícula            | Durada  | Resolució  |
| ---------------------------------------- | ------- | ---------- |
| NO RECOMANADA PER A MENORS DE SETZE ANYS | 80 min. | 12/11/2020 |

| Qualificació del Tràiler                 | Durada         | Resolució  |
| ---------------------------------------- | -------------- | ---------- |
| NO RECOMANADA PER A MENORS DE DOTZE ANYS | 1 min. 50 seg. | 10/11/2020 |

## Estrenes
| País      | Estrena                           |
| --------- | --------------------------------- |
| Espanya   | Divendres, 20 de novembre de 2020 |
| Argentina | Divendres, 20 de novembre de 2020 |
| Xile      | Divendres, 20 de novembre de 2020 |

## Recepció
A Espanya la pel·lícula va ser vista per un total de 743 espectadors, recaptant en total 4.318,44 €.
Crítica
| «                                       | "Amb una estructura que es mou entre successos i records (...) és una pel·lícula tibant però desaliñada. Encara que compleixi una funció en la recuperació de la memòria més dolorosa de Xile" | » |
| — Elsa Fernández-Santos: Diario El País | |   |

## Premis
| Participació en Festivals                                               | Secció                                                  |
| ----------------------------------------------------------------------- | ------------------------------------------------------- |
| Festival de Cinema Iberoamericà de Huelva (2020)                        | Secció Oficial Llargmetratges a Concurs                 |
| Festival Internacional del Nou Cinema Llatinoamericà de l'Havana (2020) | LLatinoamèrica en perspectiva - Panorama Llatinoamericà |